# Iamsu!

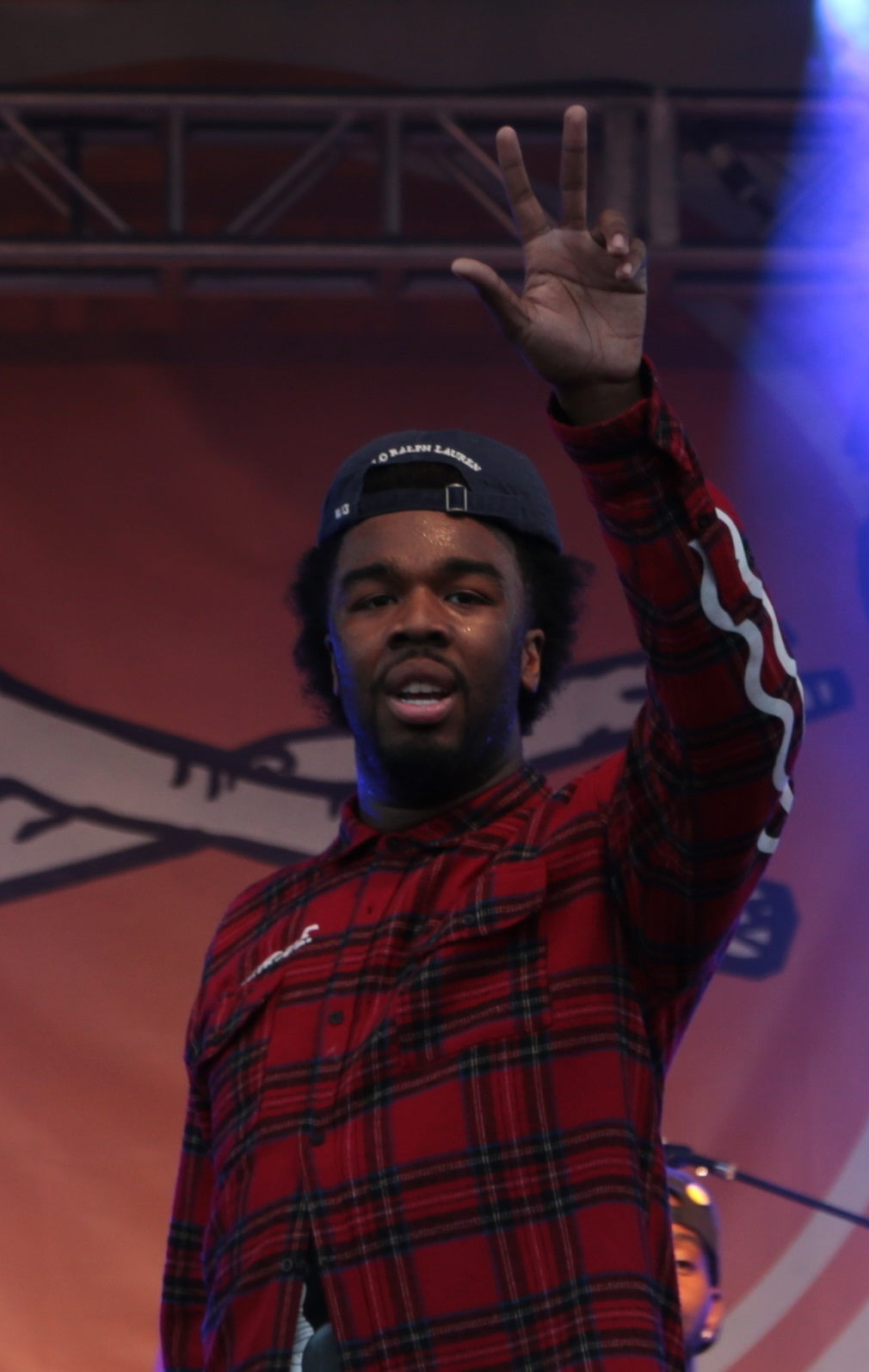
Iamsu! (2014)

Iamsu! (* 16. November 1989 in Richmond, Kalifornien; bürgerlich Sudan Ameer Williams) ist ein US-amerikanischer Rapper.

## Karriere
Im Jahr 2010 begann Williams mit Veröffentlichungen als Rapper, zuerst unter dem Namen Su, später als Iamsu!. 2012 war er als Gast auf der Single Up! von LoveRance vertreten, die in zwei Versionen mit Skipper bzw. 50 Cent erschien. Sie erreichte die Top 50 der US-Singlecharts und Platz 2 der R&B-Charts und brachte ihm entsprechende Aufmerksamkeit. Who Booty, eine Kollaboration mit Jonn Hart war Ende des Jahres ähnlich erfolgreich.
Er selbst veröffentlichte bis 2012 zahlreiche Mixtapes, auf denen auch bekannte Musiker wie Wiz Khalifa und Juvenile mitwirkten. Anfänglich gab er sie noch frei heraus, dann vertrieb er sie über iTunes. Seine erste eigene Single Let Go blieb 2013 noch erfolglos, das zugehörige Mixtape Kilt 2 kam aber immerhin in die R&B-Charts. Einen weiteren Erfolg brachte eine erneute Zusammenarbeit, diesmal mit dem Rapper Sage the Gemini in dem Song Gas Pedal. Das Lied kam in den US-Charts auf Platz 29 und verkaufte sich über eine Million Mal.
Im Frühjahr 2014 erschien das Debütalbum von Iamsu! mit dem Titel Sincerely Yours. Es stieg auf Platz 50 der Billboard 200 ein und kam in den Rap-Albumcharts auf Platz 6.

## Diskografie
Alben
- 2014: Sincerely Yours
- 2016: Kilt 3

Sonstige
- 2011: The Miseducation of IAmSu (12xFile, MP3, 192)
- 2012: Kilt (18xFile, MP3, 320, Mixtape)
- 2012: $uzy 6 $peed (15xFile, MP3, 320)
- 2013: Kilt 2 (17/22xFile, MP3, 320, Mixtape)
- 2013: Million Dollar Afro (18xFile, MP3, 256; zusammen mit Problem)

Lieder
- 2013: Let Go (featuring Tank)
- 2013: Hipster Girls
- 2014: Only That Real (featuring 2 Chainz & Sage the Gemini)
- 2014: I Love My Squad
- 2014: Show You (feat. 50 Cent & Jay Ant)

Gastbeiträge
- 2011: Up! / LoveRance featuring IamSu & Skipper/50 Cent
- 2012: Function / E-40 featuring Problem, Iamsu! & YG
- 2012: Who Booty / Jonn Hart featuring Iamsu!
- 2012: Bout Me / Wiz Khalifa featuring Problem & Iamsu!
- 2012: Gas Pedal / Sage the Gemini featuring Iamsu!
- 2013: Bizness / Nick Catchdubs featuring IAmSu! & Jay Ant